# 태백 용연굴
태백 용연굴(太白 龍淵窟)은 대한민국 강원특별자치도 태백시 화전동의 조선 누층군 막골층에 발달한 석회암 동굴다. 1980년 2월 26일 강원특별자치도의 기념물 제39호로 지정되었다.
화전동의 용소골 산등성에 자리한다. 약 1억 5천만년에서 3억년 사이에 이루어졌다고 하는 석화동굴이다. 동굴 속에는 각종 석순과 종유석이 즐비하고 특히 동굴 중간에 폭과 높이가 약 30m, 길이 약 150m 정도 되는 광장이 있어 장관을 이루고 있다. 1966년 4월 7일 한·일 합동 동굴조사 때 동양에서 처음으로 초동굴성갑충, 긴다리장님좀딱정벌레, 살아있는 화석이라 불리는 옛새우와 장님톡톡이 등 6종의 생물이 발견되어 학계를 놀라게 했다.

## 지정 사유
태백 용연굴은 조선 누층군의 석회암으로 이루어진 동굴로 총 길이는 800m이며, 지금으로부터 약 3억 년 전에서 1억 5천만 년 전에 만들어졌다.
동굴은 여러 갈래로 갈라져 있으며 동굴 가운데에는 폭 50m, 길이 120m, 높이 30m의 넓은 공간이 있다. 동굴 안에는 고드름처럼 생긴 종유석과 동굴 바닥에서 돌출되어 올라온 석순이 많으며, 산호 모양의 생성물도 있다. 또한 긴다리장님좀딱정벌레를 비롯한 6종류의 동굴생물이 발견되어 전 세계 동물학회와 곤충학회의 주목을 받았다.
이 동굴은 임진왜란 때 수많은 의병들이 모이는 본부의 역할을 하였다고 한다. 또한 유배된 사람이 동굴 안에서 일생을 마치면서 유서를 남겨 놓았다는 이야기가 전해지고 국가에 변란이 있을 때마다 피난처로 이용되었다고 한다. 태백 용연굴은 석회암 동굴로 매우 아름다우며, 6종의 새로운 동굴생물이 발견되는 등 지질학적·생물학적 보존가치가 인정되어 기념물로 지정되었다.

## 참고 문헌
- 태백 용연굴 - 국가유산청 국가유산포털
- 이 문서에는 다음커뮤니케이션(현 카카오)에서 GFDL 또는 CC-SA 라이선스로 배포한 글로벌 세계대백과사전의 내용을 기초로 작성된 글이 포함되어 있습니다.